# Saludo tailandés

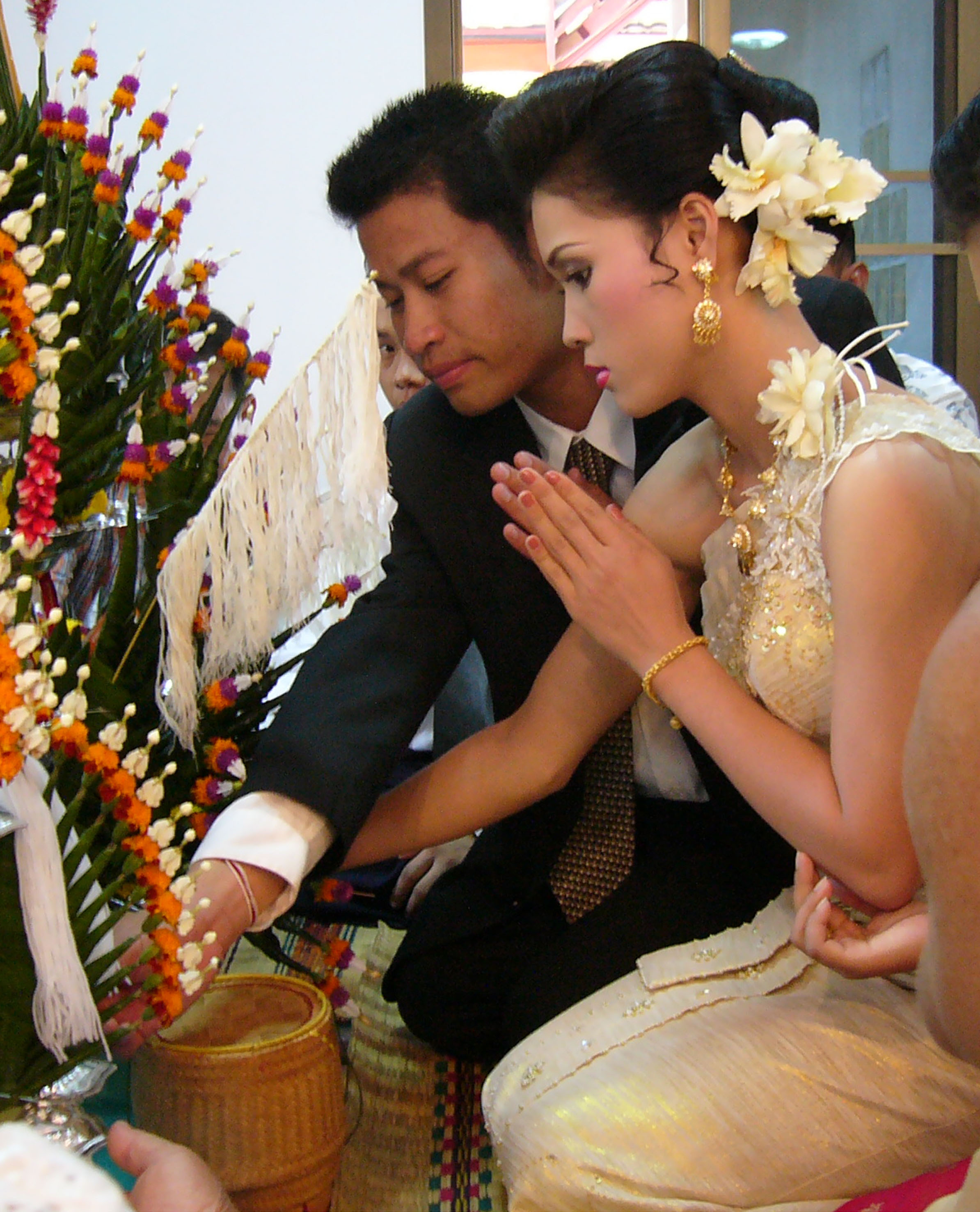
El wai de una novia tailandesa

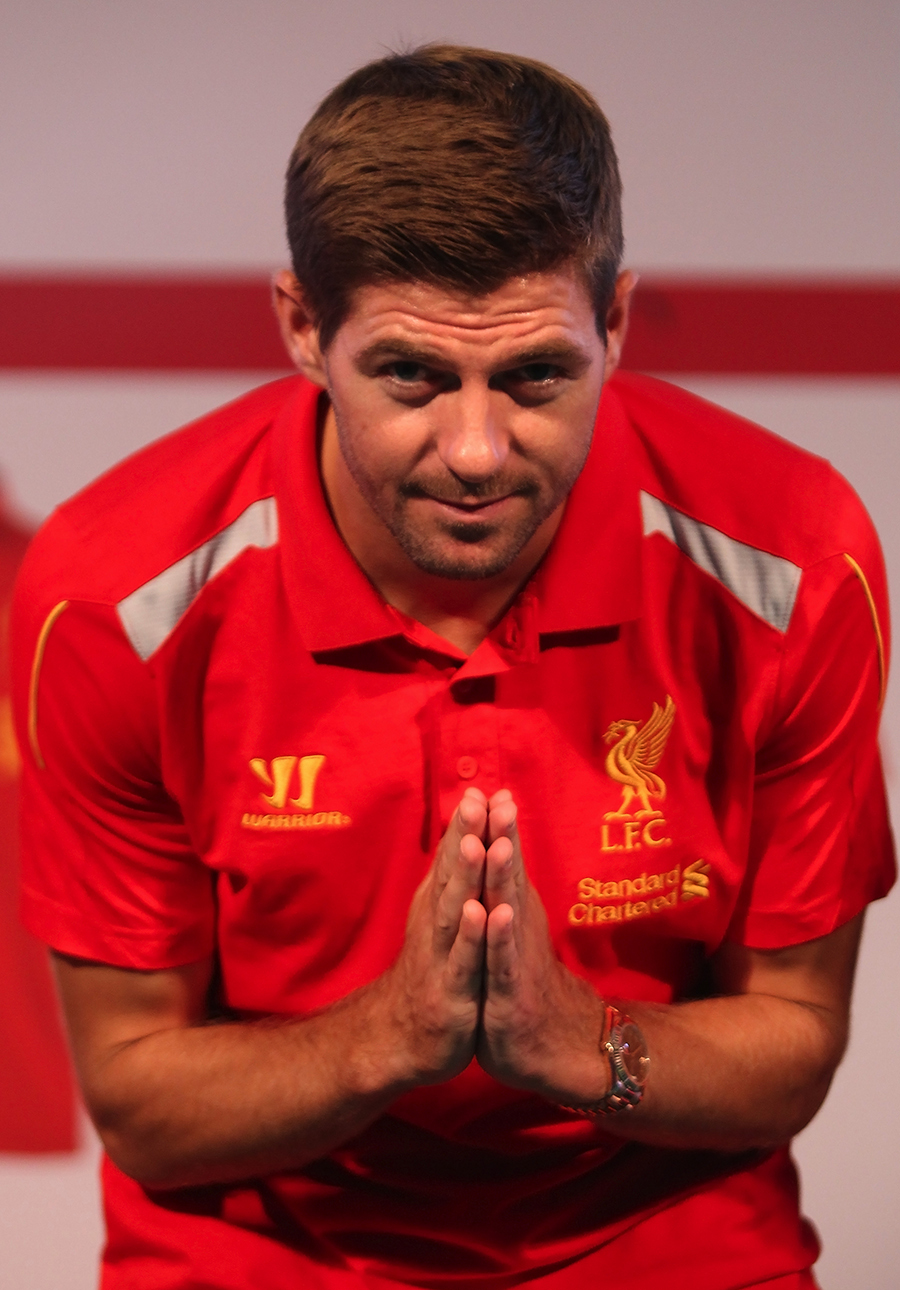
Steven Gerrard ejecutando un Wai

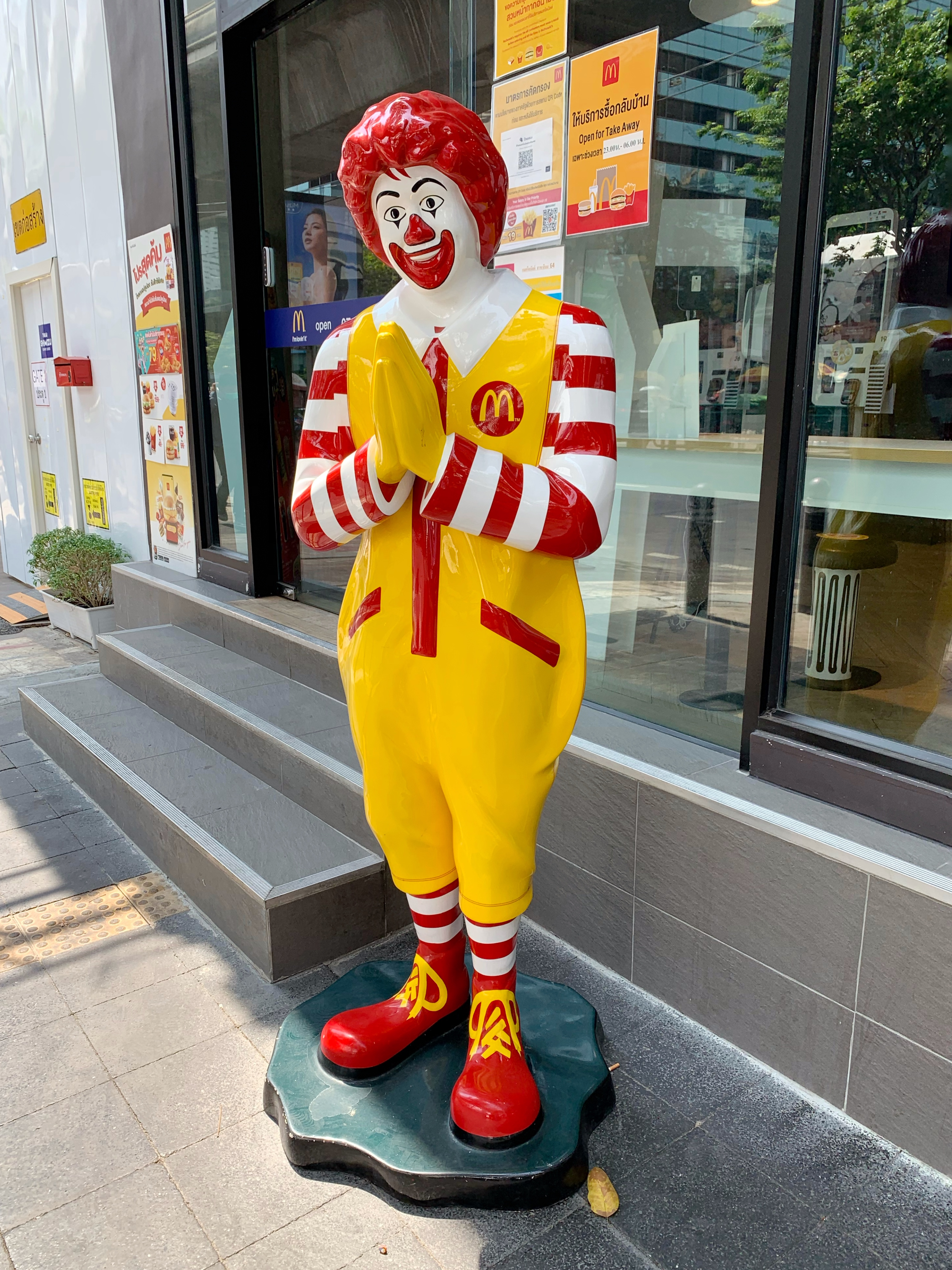
El wai ha sido adoptado por los símbolos culturales occidentales para Tailandia, incluyendo Ronald McDonald.

El saludo tailandés conocido como wai (tailandés: ไหว้, pronunciado [wâːj], también castellanizado como waije) consiste en una ligera inclinación, con las palmas juntas en forma de oración. Tiene su origen en el  Añjali Mudrā indio, como el namasté indio y el Mingalar Par birmano. Cuanto más alto se sostienen las manos en relación con la cara y cuanto más bajo es el arco, más respeto o reverencia muestra el dador del wai. El wai se observa tradicionalmente al entrar formalmente en una casa. Una vez terminada la visita, el visitante pide permiso para salir y repite el mismo saludo hecho al entrar. El "wai" también es común como una forma de expresar gratitud o disculparse.
La palabra que a menudo se dice con el wai como saludo o despedida es "sawat di" (RTGS para สวัสดี, se pronuncia [sà.wàt.diː], a veces romanizado como sawasdee). Este saludo verbal suele ir seguido de "kha" cuando lo pronuncia una mujer y de "khrap" cuando lo pronuncia un hombre. La palabra sawatdi fue acuñada a mediados del decenio de 1930 por Phraya Upakit Silapasan, de la Universidad de Chulalongkorn. Derivada del sánscrito svasti (स्वस्ति que significa "bienestar"), anteriormente se había utilizado en tailandés sólo como apertura formulativa a las inscripciones. El gobierno fuertemente nacionalista de Plaek Phibunsongkhram a principios del decenio de 1940, promovió su uso en la burocracia gubernamental, así como en la población en general, como parte de un conjunto más amplio de edictos culturales para modernizar Tailandia.
El waieo sigue siendo hasta el día de hoy una parte extremadamente importante del comportamiento social entre los tailandeses, que son muy sensibles a su posición autopercibida en la sociedad. También se utiliza frecuentemente como acompañamiento de una disculpa, a veces incluso sirve como una "tarjeta de salida de la cárcel". Los turistas extranjeros y otros visitantes no acostumbrados a los entresijos del idioma y la cultura tailandesa, no deben waijear a alguien más joven que ellos, excepto  a cambio de su wai. Sin embargo, siempre se debe devolver un wai que se ofrece como señal de respeto. Los wais empresariales, como las que realizan los cajeros de las tiendas de conveniencia, generalmente son correspondidas con una sonrisa o un asentimiento.
Si se recibe un wai mientras se transporta mercancía, o por cualquier otra razón que dificulte su devolución, se debe seguir mostrando su respeto haciendo un esfuerzo físico para devolverla lo mejor posible dadas las circunstancias, inclinando la cabeza.